# The Doobie Brothers
The Doobie Brothers is een Amerikaanse rockband afkomstig uit San Jose, Californië. De kern wordt gevormd door zanger-gitaristen Tom Johnston en Patrick Simmons. De band is vooral bekend van hun hits Long Train Running, What a Fool Believes en Listen to the Music. De band heeft wereldwijd meer dan 40 miljoen albums verkocht.

## Geschiedenis

### 1969-1971; beginperiode en debuutalbum
De band werd in 1969 opgericht door zanger/gitarist/songschrijver Tom Johnston en drummer John Hartman. Ze werden aan elkaar voorgesteld door Moby Grape-gitarist Skip Spence (ex- Jefferson Airplane). De band heette in eerste instantie Pud, experimenteerde met zowel de bezetting als met diverse muziekstijlen, en trad op in de omgeving van San José. Ze vormden hoofdzakelijk een trio met bassist Greg Murphy en kregen tijdelijk versterking van een blazerssectie.
In de loop van 1970 kwamen bassist Dave Shogren en zanger/gitarist/songschrijver Patrick Simmons bij de band. Simmons had dan al bij diverse andere bands gespeeld maar ook als solo-artiest. Hij was een begenadigd fingerstyle gitarist, en zijn stijl paste uitstekend bij de ritmische aanslagtechniek van Johnston. De uiteindelijke bandnaam werd bedacht door een huisgenoot van Johnston; het was hem opgevallen dat de jongens gek waren op doobies (de Californische benaming voor joint, stickie) en bovendien vond hij het veel beter klinken dan Pud.
De Doobie Brothers schaafden hun speeltechniek bij door veelvuldig op te treden in Noord-Californië in 1970. Vooral bij de lokale afdelingen van de Hells Angels vergaarde de band grote populariteit en kreeg op die manier een residentie in het Chateau Liberte, ook een favoriete locatie van de Hells Angels. Een van deze energieke optredens (in 1980 uitgebracht als de bootleg Introducing The Doobie Brothers) bezorgde de band een platencontract bij Warner Bros.
In deze periode was het imago van de band nog gelijk aan dat van hun grootste fans: leren jacks en motoren. Het in april 1971 uitgebrachte debuutalbum (geproduceerd door Ted Templeman) bracht daar echter verandering in: het bevatte duidelijke country-invloeden en legde vooral de nadruk op akoestische gitaren. De eerste single, Nobody, werd geen hit (net als het album) maar is vandaag de dag nog regelmatig te horen bij liveoptredens.
Tijdens de bijbehorende tournee werd de bezetting uitgebreid met percussionist/tweede drummer en oud-marinier Michael Hossack. Toen de Doobie Brothers daarna de studio ingingen om hun tweede album op te nemen kreeg Shogren ruzie met Templeman en hield hij het voor gezien. Tiran Porter, met wie Simmons een verleden deelde in Scratch, werd de nieuwe bassist; zijn stijl was funkier en zijn hese baritonstem was een aanvulling op de samenzang van Johnston en Simmons.

### 1972-1973; Toulouse Street en The Captain & Me

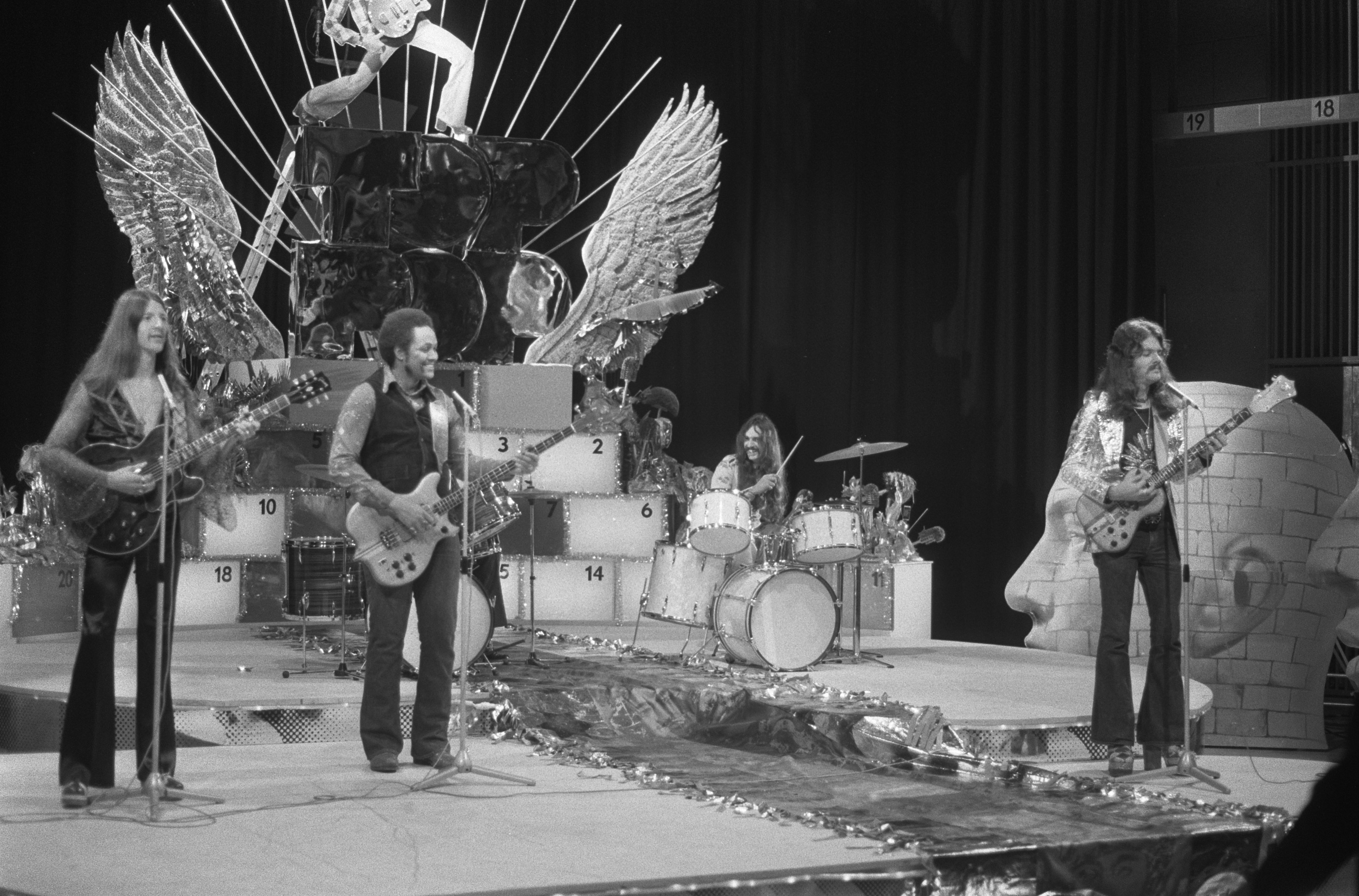
Doobie Bros in TopPop (jan. 1974)

In augustus 1972 verscheen de single Listen to the Music die op 2 september de 11e plaats in de Billboard top 100 haalde. Het was de voorbode van het tweede album Toulouse Street dat in oktober werd uitgebracht. Samen met Templeman, manager Bruce Cohn en geluidsman Don Landee (maar ook met hulp van Little Feat-pianist Bill Payne) slaagde de band erin om een gepolijste smeltkroes van r&b, country, bluegrass, heavy metal en rock-'n-roll neer te zetten, en dankzij een verblijf van 119 weken werd het album niet alleen goud maar ook platina. Eind 1972 werd Jesus Is Just Alright de tweede single; met een 35e plaats deed het een stuk beter dan de Byrds-versie die in februari 1970 niet verder kwam dan nr. 97.
In april 1973 scoorden de Doobies hun eerste top 10-hit met Long Train Runnin', de voorbode van het album The Captain & Me dat in juni verscheen; het haalde de zevende plaats en de tweede single China Grove werd in augustus een nr. 15-notering. Andere nummers op Captain zijn Simmons' country-pastiche South City Midnight Lady en het stevig rockende Without You dat door de hele band is geschreven. Bij liveoptredens wilde dat laatste nummer nog weleens uitlopen in een vijftien minuten durende jam met geïmproviseerde teksten van Johnston, zoals te horen in de opnamen die werden gemaakt voor de eerste aflevering van Rock Concert.
Ondertussen was Michael Hossack in september opgestapt om zijn eigen band (Bonaroo) op te richten; hij werd vervangen door Keith Knudsen. In december 1973 wordt Tom Johnston gearresteerd wegens marihuana-bezit.

### 1974-1975; Vices & Habits en Stampede
In 1974 verscheen What Were Once Vices Are Now Habits; dit vierde album haalde toepasselijk de vierde plaats en bevatte bijdragen van zowel Hossack als Knudsen en Steely Dan-gitarist Jeff 'Skunk' Baxter die bij enkele optredens meedeed als gastmuzikant. Nadat Steely Dan in juli met toeren stopte trad Baxter in vaste dienst van de Doobies. De eerste single Another Park Another Sunday kwam niet verder dan nr. 32; de B-kant, het door Simmons gezongen Black Water, werd in december 1974 de eerste #1-hit en verkocht meer dan twee miljoen exemplaren.
Tijdens de Vices & Habits-tournee kreeg de band regelmatig versterking van The Memphis Horns (ook in de studio); het schema was echter zo zwaar dat Tom Johnston door oververmoeidheid verstek liet gaan voor een oudejaarsconcert met de Beach Boys, Chicago en Olivia Newton-John. Dit was slechts een voorproefje van wat hem te wachten zou staan.
Begin 1975 kwamen de Doobie Brothers naar Nederland voor twee concerten in de Amsterdamse Jaap Edenhal (29 en 30 januari) en een bezoek aan de Toppop-studio (7 februari) om het opnieuw uitgebrachte Listen To The Music te playbacken.
In het voorjaar verscheen Stampede, de tweede nr. 4-notering en de vierde gouden plaat. Op dit veelzijdige album coverde Johnston het tien jaar oude Motown-nummer Take Me In Your Arms (Rock me a Little While) en kreeg hij bijval van Ry Cooder in de countrysong Rainy Day Crossroad Blues. Simmons leverde het atmosferische I Cheat The Hangman en Neal's Fandango, een eerbetoon aan Californië in het algemeen en Jack Kerouac en Neal Cassady in het bijzonder.
Take Me In Your Arms werd de eerste single en haalde in mei de elfde plaats, maar vlak na de aftrap van de Stampede-tournee sloeg het noodlot toe; Tom Johnston werd in het ziekenhuis opgenomen met maagbloedingen. Over de oorzaak vertelde hij in 2004 aan het maandblad Aloha "Op de middelbare school (had ik) al last van dezelfde kwaal, maar het rock 'n roll bestaan heeft de boel wel gekatalyseerd. Niet slapen, slecht eten, altijd onderweg zijn, niet voor jezelf zorgen. Dat heeft me de das omgedaan".
De Doobies overwogen te stoppen, maar op advies van Baxter werd diens ex-Steely Dan-collega Michael McDonald aangetrokken als invaller. Simmons deelde de zangpartijen van Johnston met Porter, Knudsen (Listen To The Music) en McDonald (Take Me In Your Arms); de gitaarsolo's deelde hij met Baxter.

### 1976-1981; de Michael McDonald-jaren

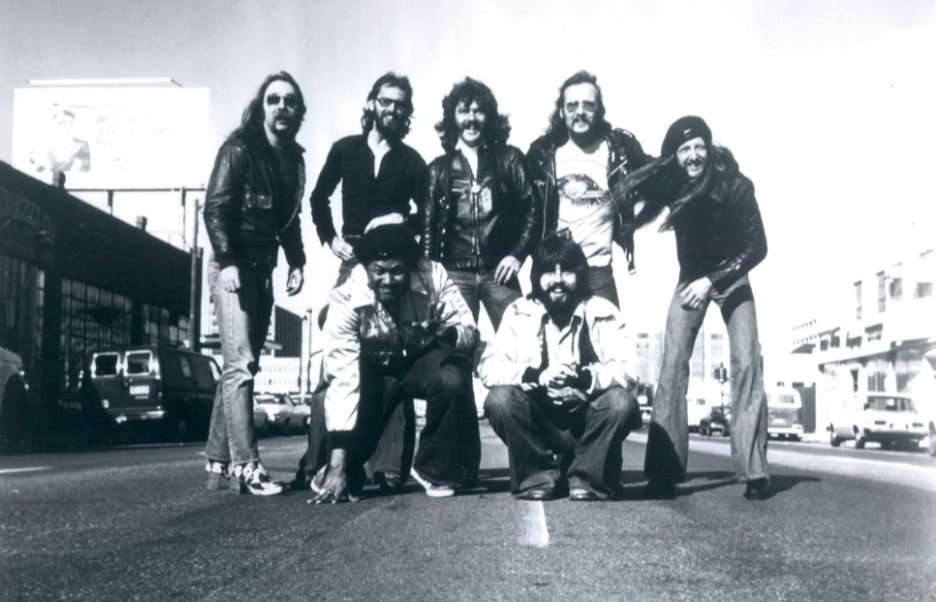
De Doobie Brothers met rechtsonder Michael McDonald (1976)

"Mijn vertrouwen (in de band) was niet al te groot omdat ik alleen maar was ingehuurd om de (tournee) af te maken" vertelde Michael McDonald aan het muziekblad Aloha. Maar dat veranderde toen de Doobies de studio ingingen voor een nieuwe plaat en Johnston door zijn gezondheidsproblemen slechts een nummer (Turn It Loose) kon bijdragen plus wat achtergrondzang op Simmons' Wheels of Fortune terwijl zijn afwezigheid werd verwoord in Porters For Someone Special. McDonald stelde vier van zijn songs beschikbaar (o.a. het titelnummer en de derde single It Keeps You Runnin' waarmee hij voor een koerswijziging zorgde en definitief tot de band toetrad.
Takin' It To The Streets verscheen in april 1976; dit zesde album werd een groot succes en McDonald's soulstem groeide  uit tot het nieuwe handelsmerk van de band. Op 24 augustus 1977 kwam de band in deze bezetting naar Nederland.
Tom Johnston was begin 1976 even terug (onder andere bij het gefilmde concert in de Winterland, San Francisco) totdat hij door oververmoeidheid weer afhaakte. Voor de in 1977 te verschijnen opvolger (Livin' on the Fault Line) schreef Johnston vier songs, maar vlak voor de release liet hij deze weer verwijderen vanwege de ondermaatse kwaliteit. Tom Johnston hield het voor gezien en begon een solocarrière; met wisselend succes bracht hij twee albums uit op Warner, Everything You've Heard Is True (1979) en Still Feels Good (1981).
Fault Line bevatte onder andere de Marvin Gaye-cover Little Darling (I Need You), Echoes Of Love (was oorspronkelijk bedoeld voor Al Green) en You Belong To Me (later heropgenomen door medeauteur Carly Simon die ook It Keeps You Runnin' coverde met hulp van de Doobies). Het album werd gepromoot met een gastrol in de comedyserie What's Happening!! en een concert in het muziekprogramma Soundstage.
De McDonald-jaren bereikten in 1978 hun hoogtepunt met Minute by Minute (waaraan Johnston een gastbijdrage leverde); zowel het album als de single What a Fool Believes (geschreven met Kenny Loggins die de oorspronkelijke versie opnam) werden #1 en sleepten maar liefst drie Grammy Awards in de wacht.
Het succes eiste echter z'n tol; vlak na een televisieoptreden in Saturday Night Live op 27 januari 1979 en een Japanse tournee vertrokken Jeff Baxter, John Hartman en de tot percussionist gepromoveerde lichtroadie Bobby LaKind; Baxter vanwege artistieke meningsverschillen met McDonald, en  Hartman stapte over naar de band van Johnston. La Kind zou een jaar later weer terugkeren. De Doobies gingen verder met gitarist John McFee, drummer Chet McCracken en saxofonist/pianist/zanger Cornelius Bumpus. Laatstgenoemde nam bij concerten Jesus Is Just Allright en Long Train Running voor zijn rekening. Met deze bezetting werden er in New York (Madison Square Garden en Central Park) twee No Nukes-concerten gegeven met gelijkgestemde artiesten als Bonnie Raitt, Crosby, Stills & Nash, James Taylor, Carly Simon, Jackson Brown en Bruce Springsteen.
In september 1980 verscheen One Step Closer; hoewel Real Love (niet te verwarren met het nummer van John Lennon) en het door Bumpus en McDonald gezongen titelnummer weer hits werden bleef het album achter bij de drie voorgangers. De reden was dat de Amerikaanse hitlijsten zo langzamerhand volstonden met platen die één op één de McDonald-sound kopieerden, al dan niet met medewerking van McDonald zelf. In Nederland sprak de OOR van "het What A Fool Believes-syndroom", en ook anderen vonden dat de Doobie Brothers tot McDonalds begeleidingsband waren gedegradeerd.
Ondertussen was Tiran Porter opgestapt omdat hij het eindeloos toeren en het overmatige cocaïnegebruik zat was; hij werd vervangen door sessiebassist Willie Weeks. Ook Keith Knudsen ging afkicken; tijdens zijn afwezigheid viel Andy Newmark in.

### 1982; afscheidstournee

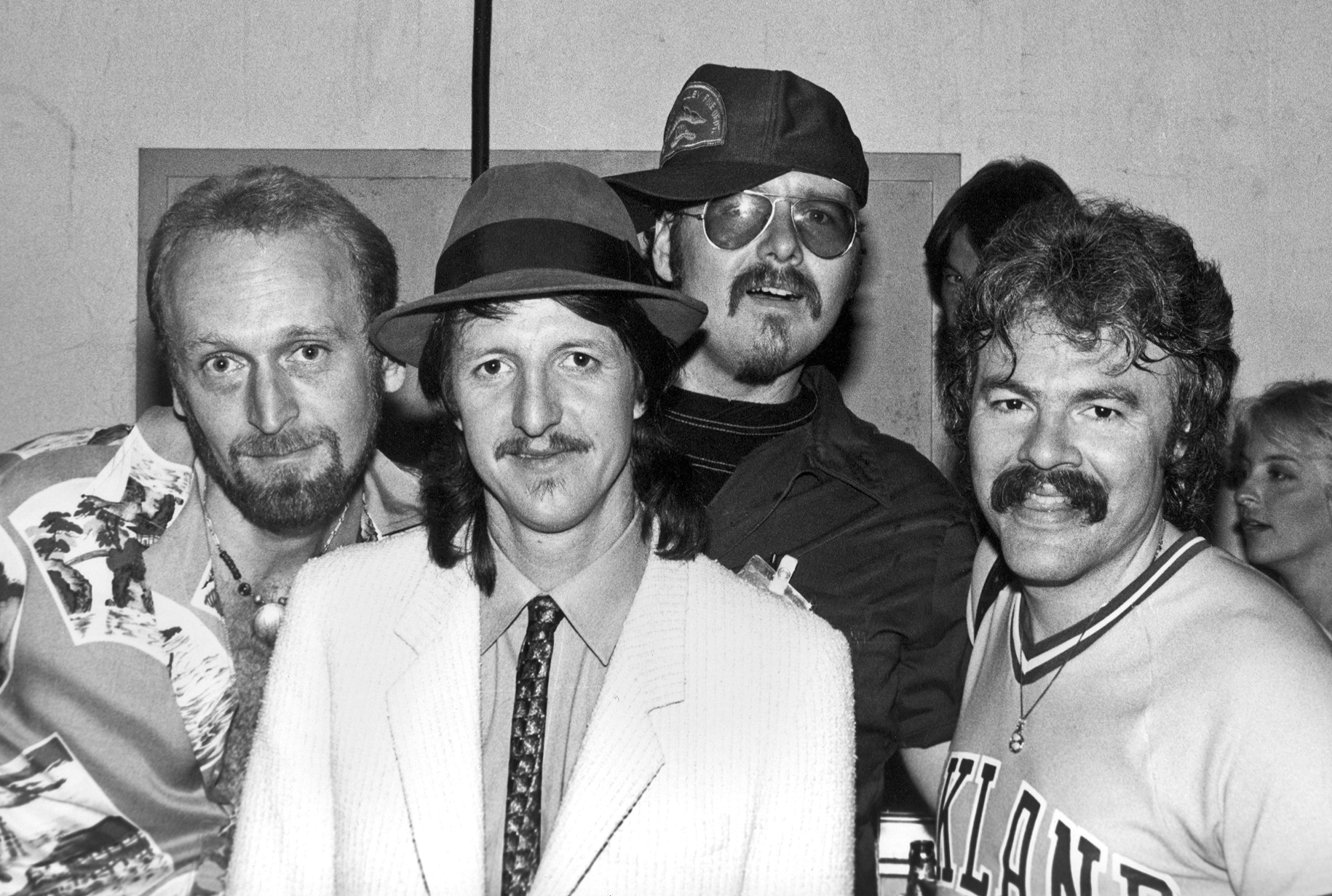
Backstage in de Greek Theater in Berkeley, Californië in 1982

Toen Pat Simmons eind 1981 z'n vertrek aankondigde werd de rest voor de keuze gesteld; doorgaan als de Doobie Brothers zonder de originele leden en zonder de originele sound of stoppen. Na een repetitie zonder Simmons kozen ze voor het laatste, maar niet alvorens een afscheidstournee te hebben ondernomen. Simmons onderbrak de opnamen van zijn eerste soloplaat om mee te doen, op voorwaarde dat dit echt de laatste keer was. Het slotconcert in Berkeley (Greek Theater) op 11 september 1982 werd live uitgezonden op televisie. In de toegift maakte Tom Johnston zijn opwachting om nog 'eenmaal' zijn China Grove ten gehore te brengen. Tiran Porter, Michael Hossack en John Hartman kwamen meedoen tijdens een lange versie van Listen to the Music. Knudsen nam de zang weer op zich, nadat Bumpus dat in zijn aanwezigheid en bij de korte openingsversie had gedaan. Johnston ging gitaarbattles aan met Simmons en McFee. In 1983 verscheen het livealbum Farewell Tour.

### 1983-1986; de solojaren
In 1983 bracht Pat Simmons zijn eerste soloplaat uit; Arcade bevatte gastbijdragen van Michael McDonald en Tom Johnston, maar een groot succes werd het niet.
De solocarrière van McDonald werd wel een succes; al in 1982 had hij zijn eerste hit te pakken met I Keep Forgettin' (in 1994 gesampled door rappers Warren G en Nate Dogg in hun Regulate) en tussen 1984 en 1986 scoorde hij met nummers als Ya Mo B There (met James Ingram), On My Own (met Patti LaBelle) en Sweet Freedom (opgenomen voor de soundtrack van de film Running scared).
In 1985 sloten Tom Johnston en Michael Hossack zich aan bij Border Patrol, een band die veelvuldig door het Amerikaanse clubcircuit toerde zonder ooit plaatopnamen te hebben gemaakt. In 1986 herenigde Johnston zich met Pat Simmons (die ook korte tijd bij Border Patrol had gespeeld) voor een vergeefse poging om een duo-album te maken; daarna nam Johnson voor de soundtrack van Dirty Dancing het Huey Lewis & the News-achtige nummer Where Are You Tonight ? op.
Keith Knudsen en John McFee richtten de countryband Southern Pacific op waarmee ze vier albums uitbrachten.

### 1987; de wederopstanding
Tijdens de Doobie-loze jaren gaven diverse leden, in wisselende samenstellingen, kerstconcerten voor een kinderziekenhuis. In 1987 kwam het dan tot een echte reünie; Keith Knudsen, inmiddels afgekickt, organiseerde een benefietconcert voor de Vietnamveteranen en wist elf ex-Doobies zover te krijgen om daaraan mee te doen. Tom Johnston, Pat Simmons, Jeff Baxter, John McFee (vier gitaristen), John Hartman, Michael Hossack, Chet McCracken, Bobby LaKind (zes drummers/percussionisten; Knudsen en Templeman incluis) Michael McDonald, Cornelius Bumpus (twee pianisten) en Tiran Porter (de enige bassist; Willie Weeks had studioverplichtingen en Dave Shogren was niet uitgenodigd). Door overweldigende belangstelling werd het concert een tournee langs twaalf steden met elke avond een andere setlijst in een andere bezetting. Het derde concert, op 25 mei, was er een voor bovengenoemd kinderziekenhuis waar tevens muziekles werd gegeven; gastoptredens waren er van ex-Eagle Bernie Leadon op gitaar, de drummer van Huey Lewis & the News en een van de muzikale patiënte op de toetsen van McDonald. De tournee eindigde op 4 juli in Moskou tijdens het Peace-concert; McDonald, McFee, LaKind en Knudsen waren daarbij niet aanwezig.

### 1989-1991; Cycles en Brotherhood
Wegens groot succes besloot de band verder te gaan op basis van de bezetting waarmee Toulouse Street en The Captain & Me waren opgenomen; Johnston, Simmons, Hartman, Porter en Hossack aangevuld met LaKind. In 1989 verscheen het album Cycles dat herinneringen opriep aan de beginjaren en twee singles voortbracht; het China Grove-achtige The Doctor en de Isley Brothers-cover Need A Little Taste Of Love, beide gezongen door Johnston. Cycles haalde de gouden status en werd gepromoot met een tournee waaraan ook Bumpus meedeed; samen met Simmons zong hij het enige nummer op de setlijst uit de McDonald-jaren; One Step Closer. Versterking kwam er van toetsenist/gitarist Dale Ockerman en percussionisten/zangers Richard Bryant en Jimi Fox; die laatste twee vervingen Bobby LaKind die moest afhaken nadat er darmkanker bij hem was vastgesteld.
Na het groepsgelud herstelden de Doobie Brothers ook het oude imago in ere en kwamen ze in 1991 met de opvolger van Cycles. Brotherhood werd als een van hun beste albums beschouwd, maar wist het succes van zijn voorganger niet te evenaren; alleen Simmons' Dangerous zou uitgroeien tot een liveklassieker. Brotherhood kwam slechts tot een 82e plaats in de Amerikaanse album top 100, en de bijbehorende tournee (ditmaal zonder Bumpus) werd een financiële mislukking.

### 1992-1999; komen en gaan van oude bekenden
In maart 1992 speelde McDonald mee tijdens een eenmalig optreden in Memphis. Op 17 en 18 oktober kwam de benefietbezetting bijeen voor twee concerten in Concord, Californië om geld in te zamelen voor het gezin van Bobby LaKind; LaKind was zelf ook aanwezig en ondanks zijn verslechterde gezondheidstoestand beschikte hij nog over voldoende kracht om een paar nummers mee te spelen. Beide concerten werden opgenomen en uitgezonden met een oproep om het LaKind-fonds te steunen. Bobby LaKind overleed op 24 december 1992.
In 1993 besloten John Hartman en Tiran Porter definitief te stoppen. Hartman hield de muziekwereld voor gezien en probeerde vergeefs een nieuwe carrière te beginnen bij de politie. Porter bracht in 1995 zijn enige soloalbum uit (Playing To An Empty House) met daarop nummers die niet bij de traditionele Doobies-sound pasten. Hij zette zijn carrière voort bij Stormin' Norman & the Cyclones, de Beatles tributeband White Album Ensemble, en met gastoptredens bij Moby Grape.
Het vertrek van Porter en Hartman betekende echter de terugkeer van Willie Weeks, Keith Knudsen en ook Cornelius Bumpus. Tijdens de 22 concerten die plaatsvonden tussen 7 augustus en 6 september 1993 was Pat Simmons zijn eigen voorprogramma als lid van Four Wheel Drive. Halverwege de tournee hielden Weeks en Bumpus het voor gezien; Weeks had studioverplichtingen en Bumpus (gastmuzikant op Donald Fagens soloalbum Kamakiriad) stapte over naar het herenigde Steely Dan. Ze worden vervangen door Four Wheel Drive-bandlid John Cowan en Danny Hull. Chet McCracken viel in voor de gewonde Hossack.
Ondertussen scoorden de Doobies Engelse top 40-hits met remixuitvoeringen van Long Train Runnin' en Listen To The Music.
In juli 1994 kwamen de Doobie Brothers samen met Foreigner naar Europa, Australië en Nieuw-Zeeland. Tijdens enkele concerten werden ook weer nummers van Michael McDonald gespeeld; de in 1995 aangetrokken bassist Skylark zong samen met Simmons Takin' it to the Streets. Dankzij een open deur-beleid voor oud-bandleden was McDonald zelf te gast tijdens de Dreams Come True tournee van dat jaar met de Steve Miller Band. Naast de teruggekeerde Bumpus speelden Chet McCracken en Bernie Chiaravalle mee als invallers voor Keith Knudsen en John McFee. 
In 1996 verschijnt de live-registratie Rockin' Down The Highway: The Wildlife Concert; McDonald was vertegenwoordigd met drie nummers en bleef gastoptredens verzorgen tijdens benefietconcerten en besloten feesten.
Ondertussen waren Chet McCracken, Dave Shogren en Cornelius Bumpus een Doobies-tributeband begonnen; dit leverde hen een rechtszaak op wegens naamsmisbruik. Shogren en Bumpus overleden respectievelijk in 1999 (doodsoorzaak onbekend) en 2004 (hartaanval in het vliegtuig naar Californië).
Ondertussen was Dale Ockerman vervangen door Guy Allison (ex-Moody Blues en Air Supply) en Danny Hull door Marc Russo. Pat Simmons bracht zijn tweede solo-album uit dat alleen in Japan verkrijgbaar was.

### 2000-2009; Siblin Rivalry
Na de cd-box Long Train Runnin' 1970-2000 (geremasterde nummers, restmateriaal, live-opnamen en een studioversie van de succesvolle live-cover Little Bitty Pretty One) verscheen in 2000 dan eindelijk een nieuw album. Siblin' Rivalry bevatte nummers van alle bandleden en leverde daardoor een diversiteit aan stijlen op. Volgens critici was dat juist de reden dat het album niet verkocht; ook Tom Johnston liet zich ontvallen geen voorstander te zijn van deze elk-wat-wils aanpak.
In 2001 kreeg Michael Hossack een motorongeluk; tijdens zijn herstel nam M.B. Gordy zijn plaats in terwijl Marc Russo tijdelijk werd vervangen door Ed Wynne.
In 2004 werden de Doobies opgenomen in de Vocal Group Hall of Fame en kwamen ze naar Europa voor een paar concerten; 3 februari, de dag waarop Bumpus overleed, stonden ze in de Heineken Music Hall.
Na terugkeer van Hossack bleef Gordy tot 2005 aanwezig als percussionist. Datzelfde jaar overleed Keith Knudsen aan leukemie; Ed Toth (ex-Vertical Horizon) nam zijn plaats in.
Datzelfde jaar gaven de Doobie Brothers de eerste van drie jaarlijkse benefietconcerten voor Bruce Cohn; in 2006 kregen ze versterking van Michael McDonald die na een magere periode in de jaren 90 weer succes had met zijn reeks soulcoveralbums.
In 2007 onderging Tom Johnston een keeloperatie en moest hij een deel van de zomertournee aan zich voorbij laten gaan. Simmons en McFee vingen zijn afwezigheid op en bleven ook na Johnstons terugkeer vocale ondersteuning bieden.
In augustus 2008 raakte Michael Hossack gewond bij een taxi-ongeluk waardoor hij meer dan een half jaar uit de running was. Ondertussen toerde de band met Chicago.
Op 1 januari 2009 speelden de Doobies tijdens de pauze van de FedEx Orange Bowl footballwedstrijd in Miami, Florida. In de zomer deed de band een reeks gezamenlijke optredens met Bad Company.

### 2010-2019; World Gone Crazy en Southbound
In de zomer van 2010 toerde de band weer met Chicago. Skylark en Hossack waren er om gezondheidsredenen niet bij. In september verscheen het album World gone crazy dat als vanouds door Templeman werd geproduceerd. O.a. Michael McDonald, Willie Nelson en Santana-percussionist Karl Perazzo verleenden gastbijdragen. Johnston zei over het titelnummer "(Het is) deels geïnspireerd door het feit dat de wereld is doorgeslagen; wat er nu allemaal gebeurt zou twintig jaar geleden ondenkbaar zijn geweest".
In 2012 overleed Hossack (maart) aan kanker en werd een dvd uitgebracht met een documentaire en televisieoptredens.
In 2014 bracht de band het countryalbum Southbound uit waarop Michael McDonald weer meedeed als vast bandlid.
Op 6 november 2017 gaven de Doobie Brothers een concert in de TivoliVredenburg in Utrecht. De band bestond o.a. uit Tom Johnston, Patrick Simmons, Marc Russo (o.a. sax), John McFee (o.a. viool), Ed Toth (drums), John Cowan (bas) en Little Feat-bandlid Bill Payne (keyboard).
Percussionist Marc Quiñones (ex-Allman Brothers) sloot zich in mei 2018 aan.
Op 15 en 16 november 2018 keerde de band na 25 jaar terug naar het Newyorkse Beacon Theatre voor twee concerten met integrale uitvoeringen van Toulouse Street en The Captain and Me plus andere nummers. Beide concerten werden opgenomen voor een live-album dat op 28 juni 2019 werd uitgebracht. Diezelfde zomer toerden de Doobie Brothers met Santana.
Op 28 november 2019 werd ook de Ryman Auditorium in Nashville aangedaan voor integrale uitvoeringen van integrale uitvoeringen van Toulouse Street en The Captain and Me. In de toegift kwam Michael McDonald het podium op voor Takin' It to the Streets.

### 2020; coronapandemie
De Doobie Brothers zouden in februari 2020 acht concerten geven in Las Vegas; het werden er slechts drie wegens omdat bij Jonhston een vroege vorm van corona werd vastgesteld. Een maand later brak de coronapandemie uit waardoor de tournee ter gelegenheid van het vijftigjarig jubileum moest worden uitgesteld tot 2021. Tijdens de lockdown namen de Doobies thuis nieuwe versies op van Black Water, Listen to the Music en Takin' it to the Streets. Deze werden gepost op hun YouTube- en Facebook-accounts. Verder namen ze coverversies op van Traffic's Feelin' Alright en Eric Clapton's Let it Rain. Hiervoor werd de hulp ingeroepen van respectievelijk Dave Mason en Peter Frampton.
Op 7 november 2020 werden de Doobie Brothers met vijf andere bands ingehuldigd in de Rock and Roll Hall of Fame. Naast de overlevende (ex-)bandleden vielen ook Keith Knudsen en Michael Hossack postuum deze eer te beurt. De inhuldiging zou oorspronkelijk op 2 mei 2020 in Cleveland plaatsvinden, maar werd nu virtueel uitgezonden door HBO Max; Johnston, McDonald en Simmons hadden hun speeches vooraf opgenomen.

### 2021-2023; vijftigjarig jubileum en Liberté
Op 6 augustus 2021 brachten de Doobie Brothers een EP uit met vier nummers; twee van Johnston (Don't Ya Mess With Me en Oh Mexico) en twee van Simmons (Better Days en Cannonball). Dit als voorbode van hun vijftiende studioalbum.  Twee weken later, op 22 augustus, ging de uitgestelde jubileumtournee van start; McDonald verleende zijn volledige medewerking.
Op 29 oktober 2021, de dag waarop de eerste tak van de tournee werd afgesloten, verscheen Liberté, het eerste album met nieuw materiaal in elf jaar. Alle nummers waren medegeschreven door John Shanks die eerder samenwerkte met o.a. Bon Jovi, Sheryl Crow en Melissa Etheridge.
Medio 2022 werd de tournee hervat, echter zonder Bill Payne die zich volledig op Little Feat ging richten. Hierdoor nam McDonald zijn oude rol als hoofdkeyboardspeler weer aan.
Met bijna een jaar vertraging werd in oktober 2022 het overlijden van John Hartman bekendgemaakt.
Tom Johnston moest de vanaf mei 2023 geplande concerten aan zich voorbij laten gaan in verband met een rugblessure.
Op 13 en 15 juni 2024 traden de Doobie Brothers op in het voorprogramma van de afscheidstour van de Eagles, dat werd gehouden in het Gelredome in Arnhem.

### 2025; Walk This Road
Op 6 juni 2025 verscheen het album Walk This Road; Mavis Staples verleende haar medewerking aan het titelnummer van McDonald en Mick Fleetwood  aan de afsluiter Lahaina, de stad die in 2023 door de bosbranden van Hawaii werd getroffen. Ook werd er een zomertournee aangekondigd durende tot 19 september 2025. De band zou 13 juli in het voorprogramma van Electric Light Orchestra staan tijdens het BST-concert in Hyde Park; dit ging niet door in verband met ziekte van ELO-frontman Jeff Lynne.

## Discografie

### Albums
| Album met eventuele hitnotering(en) in de Nederlandse Album Top 100 | Datum van verschijnen | Datum van binnenkomst | Hoogste positie | Aantal weken | Opmerkingen   |
| ------------------------------------------------------------------- | --------------------- | --------------------- | --------------- | ------------ | ------------- |
| The Doobie Brothers                                                 | 04-1971               | -                     |                 |              |               |
| Toulouse street                                                     | 06-1972               | -                     |                 |              |               |
| The captain and me                                                  | 03-1973               | -                     |                 |              |               |
| What were once vices are now habits                                 | 01-02-1974            | -                     |                 |              |               |
| Listen to the music: The best of the Doobie Brothers                | 1974                  | -                     |                 |              | Verzamelalbum |
| Stampede                                                            | 03-1975               | 17-05-1975            | 11              | 9            |               |
| Takin' it to the streets                                            | 03-1976               | 10-04-1976            | 19              | 11           |               |
| Best of the Doobies                                                 | 29-10-1976            | -                     |                 |              | Verzamelalbum |
| Livin' on the fault line                                            | 08-1977               | 17-09-1977            | 34              | 4            |               |
| Minute by minute                                                    | 12-1978               | -                     |                 |              |               |
| The Doobie Brothers live! Wild west coast                           | 07-1979               | -                     |                 |              | Livealbum     |
| One step closer                                                     | 10-1980               | -                     |                 |              |               |
| Best of the Doobies vol. II                                         | 11-1981               | -                     |                 |              | Verzamelalbum |
| Farewell tour                                                       | 06-1983               | -                     |                 |              | Livealbum     |
| Cycles                                                              | 03-1989               | 24-06-1989            | 39              | 11           |               |
| Brotherhood                                                         | 15-04-1991            | -                     |                 |              |               |
| Listen to the music - The very best of                              | 24-05-1993            | 22-05-1993            | 27              | 18           | Verzamelalbum |
| Rockin' down the highway: The wildlife concert                      | 07-1996               | -                     |                 |              | Livealbum     |
| Best of The Doobie Brothers live                                    | 01-06-1999            | -                     |                 |              | Livealbum     |
| Long train runnin': 1970-2000                                       | 14-09-1999            | -                     |                 |              | Verzamelalbum |
| Sibling rivalry                                                     | 03-10-2000            | -                     |                 |              |               |
| Greatest hits                                                       | 04-09-2001            | -                     |                 |              | Verzamelalbum |
| Doobie's choice                                                     | 19-02-2002            | -                     |                 |              | Verzamelalbum |
| Divided highway                                                     | 25-02-2003            | -                     |                 |              | Verzamelalbum |
| Live at Wolf Trap                                                   | 26-10-2004            | -                     |                 |              | Livealbum     |
| The very best of The Doobie Brothers                                | 13-03-2007            | -                     |                 |              | Verzamelalbum |
| World gone crazy                                                    | 28-09-2010            | -                     |                 |              |               |
| Live at the Greek Theater 1982                                      | 28-06-2011            | -                     |                 |              | Livealbum     |
| Southbound                                                          | 03-11-2014            | -                     |                 |              |               |

| Album met hitnotering(en) in de Vlaamse Ultratop 200 albums | Datum van verschijnen | Datum van binnenkomst | Hoogste positie | Aantal weken | Opmerkingen |
| ----------------------------------------------------------- | --------------------- | --------------------- | --------------- | ------------ | ----------- |
| Live from the Beacon Theatre                                | 28-06-2019            | 06-07-2019            | 182             | 1            | Livealbum   |

### Singles
| Single met eventuele hitnotering(en) in de Nederlandse Top 40 | Datum van verschijnen | Datum van binnenkomst | Hoogste positie | Aantal weken | Opmerkingen                               |
| ------------------------------------------------------------- | --------------------- | --------------------- | --------------- | ------------ | ----------------------------------------- |
| Listen to the Music                                           | 19-06-1972            | 11-11-1972            | 12              | 12           | Nr. 7 in de Single Top 100                |
| Jesus Is Just Alright                                         | 15-11-1972            | 27-01-1973            | 20              | 5            | Nr. 17 in de Single Top 100               |
| Long Train Runnin'                                            | 28-03-1973            | 12-05-1973            | 12              | 6            | Nr. 10 in de Single Top 100 / Alarmschijf |
| China Grove                                                   | 25-07-1973            | 13-10-1973            | 28              | 3            | Nr. 21 in de Single Top 100               |
| Natural Thing                                                 | 1974                  | 26-01-1974            | tip5            | -            |                                           |
| Eyes of silver                                                | 1974                  | 17-08-1974            | tip7            | -            |                                           |
| Listen to the Music                                           | 1975                  | 15-02-1975            | 8               | 7            | Nr. 9 in de Single Top 100                |
| Takin' It to the Streets                                      | 1976                  | 22-05-1976            | tip11           | -            |                                           |
| What a Fool Believes                                          | 1986                  | 07-06-1986            | 12              | 7            | Nr. 10 in de Single Top 100 / Alarmschijf |
| The Doctor                                                    | 03-1989               | 22-07-1989            | 26              | 6            | Nr. 37 in de Single Top 100               |
| Need a Little Taste of Love                                   | 1989                  | 11-11-1989            | tip16           | -            | Nr. 63 in de Single Top 100               |

| Single met hitnotering(en) in de Vlaamse Ultratop 50 | Datum van verschijnen | Datum van binnenkomst | Hoogste positie | Aantal weken | Opmerkingen                 |
| ---------------------------------------------------- | --------------------- | --------------------- | --------------- | ------------ | --------------------------- |
| Listen to the music                                  | 19-07-1972            | 08-03-1975            | 27              | 2            | Nr. 15 in de Radio 2 Top 30 |
| What a fool believes                                 | 28-12-1978            | 21-06-1986            | 16              | 5            | Nr. 10 in de Radio 2 Top 30 |
| The doctor                                           | 03-05-1989            | 05-08-1989            | 25              | 2            | Nr. 16 in de Radio 2 Top 30 |
| Long train runnin' (locomotive remixes '93)          | 30-04-1993            | 05-06-1993            | 32              | 5            | Nr. 23 in de Radio 2 Top 30 |

### NPO Radio 2 Top 2000
| Nummers met noteringen in de NPO Radio 2 Top 2000 | '99  | '00  | '01  | '02  | '03  | '04  | '05  | '06  | '07  | '08  | '09  | '10  | '11  | '12  | '13  | '14  | '15  | '16  | '17  | '18  | '19  | '20  | '21  | '22  | '23  | '24  |
| ------------------------------------------------- | ---- | ---- | ---- | ---- | ---- | ---- | ---- | ---- | ---- | ---- | ---- | ---- | ---- | ---- | ---- | ---- | ---- | ---- | ---- | ---- | ---- | ---- | ---- | ---- | ---- | ---- |
| China Grove                                       | 1758 | 1548 | 1668 | -    | -    | -    | -    | -    | -    | -    | -    | -    | -    | -    | -    | -    | -    | -    | -    | -    | -    | -    | -    | -    | -    | -    |
| Listen to the Music                               | 385  | 425  | 408  | 361  | 531  | 585  | 477  | 429  | 504  | 471  | 727  | 641  | 821  | 1170 | 901  | 962  | 1055 | 1016 | 840  | 1062 | 1050 | 893  | 1017 | 1162 | 1260 | 977  |
| Long Train Runnin'                                | 924  | 1276 | 991  | 1278 | 1125 | 1049 | 1205 | 1351 | 1562 | 1289 | 1459 | 1367 | 1598 | 1637 | 1481 | 1608 | 1740 | 1666 | 1496 | 1800 | 1741 | 1799 | 1993 | 1715 | 1927 | 1463 |
| What a Fool Believes                              | 773  | -    | 985  | 1274 | 1432 | 1066 | 1416 | 1377 | 1598 | 1379 | 1942 | 1485 | 1610 | 1863 | 1684 | 1692 | 1539 | 1599 | 1124 | 1558 | 1502 | 1428 | 1441 | 1666 | 1782 | 1423 |

1. ↑  Een '-' betekent dat het nummer niet was genoteerd en een vetgedrukt getal geeft de hoogste notering van een nummer aan.

### Dvd's
| Dvd's met hitnoteringen in de Nederlandse Dvd Music Top 30 | Datum van verschijnen | Datum van binnenkomst | Hoogste positie | Aantal weken | Opmerkingen |
| ---------------------------------------------------------- | --------------------- | --------------------- | --------------- | ------------ | ----------- |
| Live at wolf trap                                          | 2013                  | 15-06-2013            | 25              | 1            |             |

## Trivia
- Michael Jackson beweerde de backing vocals te zingen bij de nummers What a fool believes, Minute by Minute en Here to love you. Zijn naam wordt echter niet op het bijbehorende album vermeld.